# Міжнародний день рідної мови

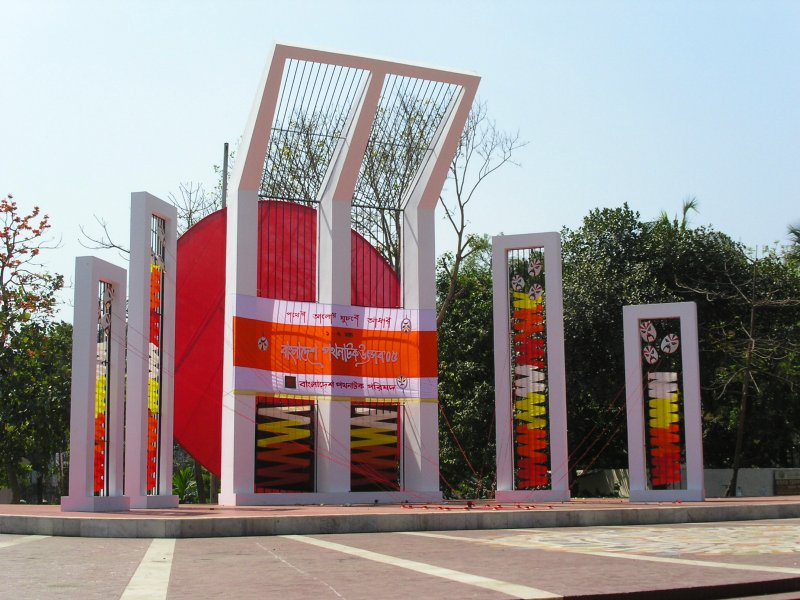
Пям'ятник жертвам боротьби за статус бенґальської мови, встановлений на території університету в Дацці.

Міжнаро́дний день рі́дної мо́ви, також Міжнародний день материнської мови (англ. International Mother Language Day) — день, який відзначають щороку 21 лютого, починаючи з 2000 року. Про «підтримку мовного та культурного різноманіття та багатомовності» було оголошено на XXX сесії Генеральної конференції ЮНЕСКО, що проходила 26 жовтня — 17 листопада 1999 року в Парижі.

## Статус
Оскільки з 6 000 розмовних мов світу близько половині загрожує зникнення, ЮНЕСКО прагне підтримувати мову як ознаку культурної належності людини. Окрім того, організація вважає, що вивчення іноземних мов та багатомовність є ключами до взаєморозуміння та взаємоповаги.
Щорічне відзначення цього дня використовується для скерування уваги на меншини з менш аніж 10 тисяч осіб, які активно розмовляють рідною мовою. Часто ці мови не передаються наступному поколінню і потрапляють у забуття. Багато мов, котрими розмовляють менше як 100 осіб, не задокументовані.

## Походження дати
1952 року тогочасна влада Пакистану проголосила урду єдиною державною мовою, рідною вона була лише для 3 % населення. Це було негативно сприйнято, особливо на сході, де майже винятково розмовляли бенґальською мовою. 21 лютого 1952 року, під час демонстрації протесту в Дацці, поліція та військові вбили кількох студентів-демонстрантів. Після проголошення незалежності Східного Пакистану (Банґладеш) 1971 року, цей день відзначають в країні як день мучеників. За пропозицією Бангладеш ЮНЕСКО проголосило 21 лютого 2000 першим міжнародним днем рідної мови.

## Святкування
ЮНЕСКО обирає тему для кожного Міжнародного дня рідної мови та спонсорує відповідні заходи у своїй штаб-квартирі в Парижі. У 2008 році Міжнародний рік мов розпочався у Міжнародний день рідної мови. Його святкують у Чилі, на Філіппінах, в Єгипті та Канаді.

### Бангладеш
Бангладешці відзначають Міжнародний день рідної мови, покладаючи квіти до Пам'ятника мученикам та його копій. Державне свято в країні з 1953 року, воно також відоме як Шохід Дібош (День мучеників). 17 листопада 1999 року Генеральна конференція ЮНЕСКО визнала 21 лютого Міжнародним днем рідної мови. Бангладешці організовують суспільні зібрання, вшановуючи свою мову та культуру, проводять літературні конкурси, малюють альпану на дорогах, їдять святкові страви та слухають пісні. Бангла Академія організовує Книжковий ярмарок Екуше в Дацці протягом усього лютого.

### Канада

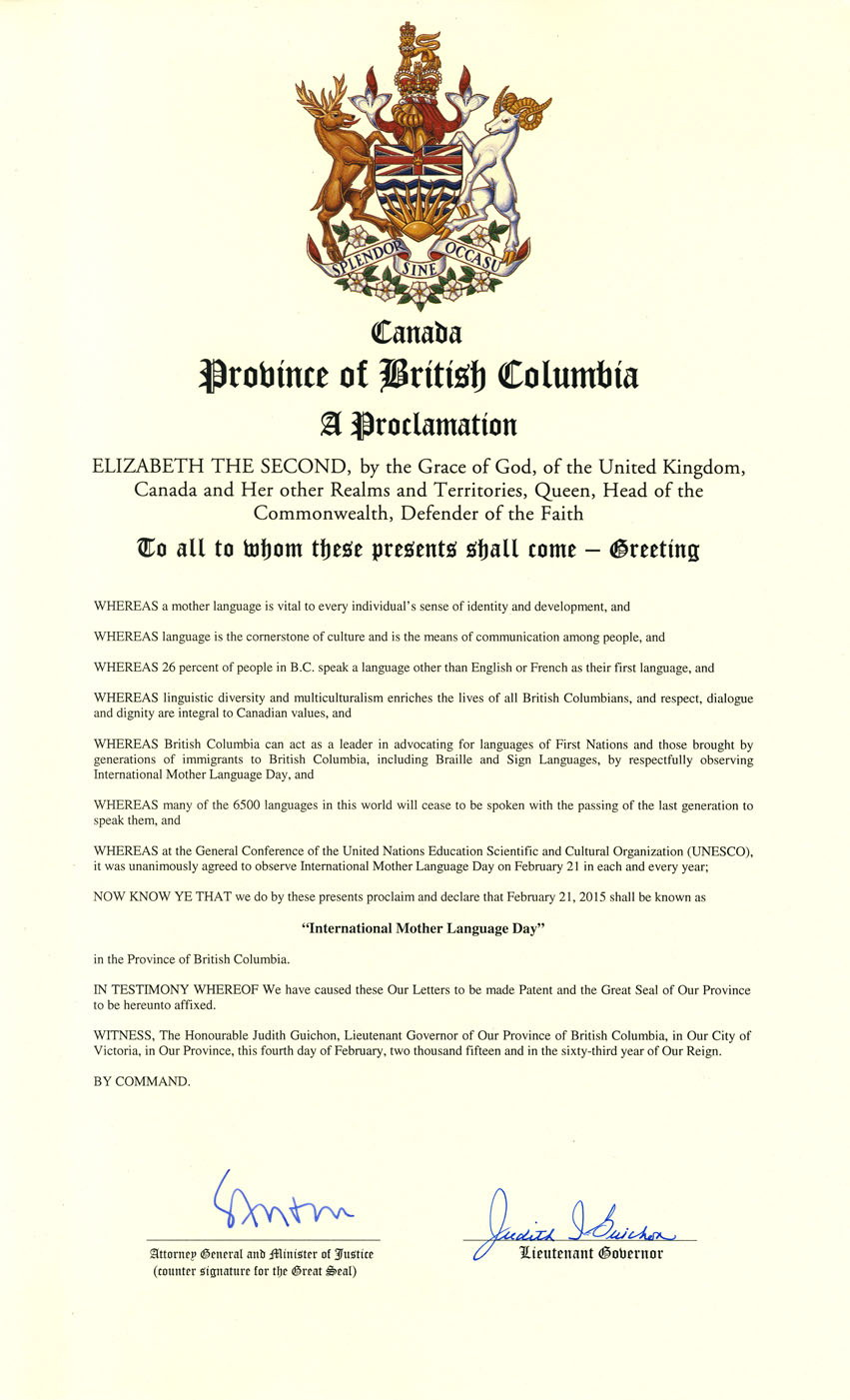
Проголошення МДРМ у Британській Колумбії

Міжнародний день рідної мови був представлений у Парламенті Канади для визнання Меттью Келвеєм 5 лютого 2014 року як приватний законопроєкт члена парламенту, C-573, однак він так і не був обговорений і не став законом.
У 2015 році Британська Колумбія та Манітоба видали прокламації про відзначення Міжнародного дня рідної мови 21 лютого.
Едмонтон відзначив Міжнародний день рідної мови 21 лютого 2017 року.
Едмонтонський МДРМ був відзначений Товариством спадщини і етнічності Бангладеш та організацією "Різноманітний Едмонтон" з належною повагою в Едмонтоні 23 лютого 2020 року.
У грудні 2021 року член Групи незалежних сенаторів, Мобіна Джаффер, представила та спонсорувала законопроєкт S-214 "Про встановлення Міжнародного дня рідної мови" в Сенаті. У березні 2022 року Кен Харді спонсорував законопроєкт S-214 у Палаті громад, і він став законом 15 червня 2022 року.

### Індія
У рамках ініціативи "Цифрова Індія" оцифрований контент буде доступний 22 запланованими мовами країни та розширений на інші 234 визнані мови Індії. Оцифрування розпочалося в червні 2016 року через проєкт Бхаратавані в Центральному інституті індійських мов у Майсурі, і до лютого 2017 року контент 60 індійськими мовами став доступним безкоштовно.

### Сполучені Штати
Кінофестиваль рідної мови у Вашингтоні, округ Колумбія, проводиться з 2017 року і збігається з Днем рідних мов.

### Велика Британія
Копія меморіалу Шахід Мінар з Дакки була побудована в Лондоні в 1999 році в парку Алтаб Алі, Вайтчепел. Члени громади приходять сюди відзначати Міжнародний день рідної мови, покладаючи вінки та співаючи революційні пісні.
Також є копія меморіалу Шахід Мінар у Вествуді, Великий Манчестер. Члени громади приїжджають з усієї Північної Англії, щоб відзначити Міжнародний день рідної мови біля пам'ятника.

## Нагороди

### Премія Лінгвапакс
Премія Лінгвапакс щорічно вручається в МДРМ Інститутом Лінгвапакс у Барселоні. Премія відзначає видатні досягнення у збереженні мовного різноманіття, відродженні мовних спільнот та сприянні багатомовності.

### Премія спадщини Ekushey

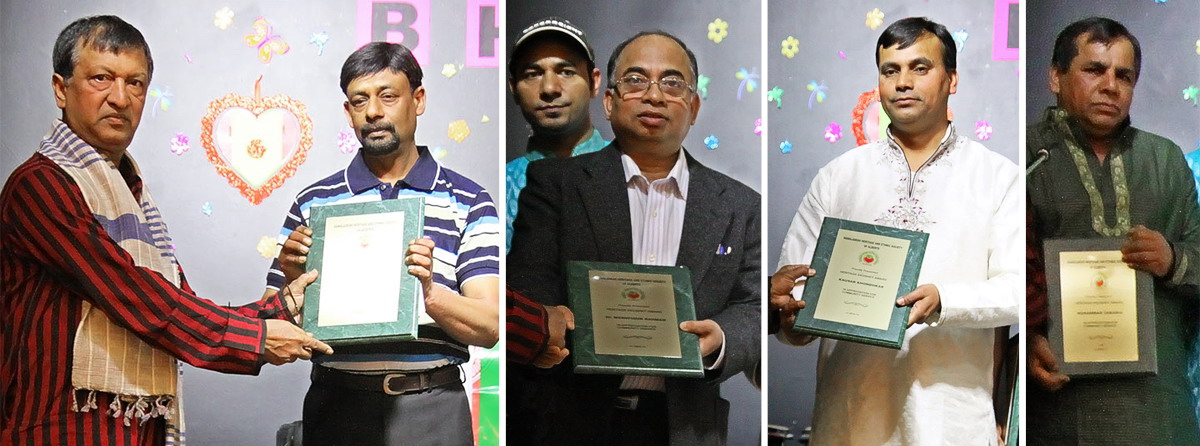
Лауреати премії спадщини BHESA Ekushey 2015 року

Щорічна премія спадщини Екуше, запроваджена в 2014 році Товариством спадщини та етнічності Бангладеш в Альберті (BHESA), відзначає видатні досягнення в таких галузях, як освіта, соціальна робота та громадська діяльність. Нагорода оголошується в Міжнародний день рідної мови.

### Молодіжна премія Ekushey
Молодіжна премія Екуше, запроваджена в 2015 році Меморіальним фондом Махінур Джахід Альберти (MJMF) та оголошена в МДРМ, щорічно присуджується лауреатам, які надихають молодь у галузях освіти, спорту, молодіжної діяльності, літератури та громадського служіння. Премія відкрита для жителів Альберти.